# ويليام ساندرز
ويليام ساندرز (12 مايو 1972 ببروكلين في الولايات المتحدة - ) (بالإنجليزية: Junie Sanders)‏ هو لاعب كرة سلة أمريكي في مركز مدافع مسدد الهدف. لعب مع نادي برنو لكرة السلة.

## وصلات خارجية
- ويليام ساندرز على موقع كرة السلة الأوروبية.كوم (الإنجليزية)
- ويليام ساندرز على موقع ريلجم (الإنجليزية)
- ويليام ساندرز على موقع بروبوليرز (الإنجليزية)
- ويليام ساندرز على موقع سبورتس رفرنس (الإنجليزية)